# Ilija Petković
Ilija Petković (szerb cirill betűkkel: Илија Петковић; Knin, 1945. szeptember 22. – Belgrád, 2020. június 27.) Európa-bajnoki ezüstérmes szerb labdarúgó, edző.

## Pályafutása

### A válogatottban
1968–1974 között 43 alkalommal szerepelt a jugoszláv válogatottban és 6 gólt szerzett. Részt vett az 1968-as Európa-bajnokságon és az 1974-es világbajnokságon.

### Edzőként
1994-ben svájci bajnoki címet szerzett a Servette együttesével. 2000–2001 között Jugoszlávia, 2003–2006 között Szerbia és Montenegró válogatottjának volt a szövetségi kapitánya. Irányításával kijutottak a 2006-os világbajnokságra. Emellett még dolgozott japán, görög, kínai, dél-koreai és katari klubcsapatoknál is.

## Sikerei, díjai

### Játékosként
OFK Beograd
- Jugoszláv kupa (1): 1965–66

Jugoszlávia
- Európa-bajnoki döntős (1): 1968

### Edzőként
Servette
- Svájci bajnok (1): 1993–94